# Kewanee
Kewanee é uma cidade localizada no estado americano de Illinois, no Condado de Henry.

## Demografia
Segundo o censo americano de 2000, a sua população era de 12.944 habitantes.
Em 2006, foi estimada uma população de 12.563, um decréscimo de 381 (-2.9%).

## Geografia
De acordo com o United States Census Bureau tem uma área de
16,3 km², dos quais 16,3 km² cobertos por terra e 0,0 km² cobertos por água.

## Localidades na vizinhança
O diagrama seguinte representa as localidades num raio de 20 km ao redor de Kewanee.